# Betsy Beard
Betsy Beard est une rameuse américaine née le 16 septembre 1961 à Baltimore.

## Biographie
Aux Jeux olympiques d'été de 1984 à Los Angeles, Betsy Beard remporte la médaille d'or en huit. Elle est aussi médaillée d'argent en huit aux Championnats du monde d'aviron 1987.